# Romanos (Saragossa)
Romanos ist ein spanischer Ort und eine Gemeinde (municipio) mit nur noch 145 Einwohnern (Stand: 2024) im Süden der Provinz Saragossa in der Autonomen Gemeinschaft Aragonien. Die Gemeinde gehört zur bevölkerungsarmen Serranía Celtibérica.

## Lage und Klima
Romanos liegt ca. 85 km (Fahrtstrecke) südsüdwestlich der Provinzhauptstadt Saragossa in einer Höhe von ca. 920 m. Durch die Gemeinde führt die Autovía A-23.
Ein jährlicher Niederschlag von 467 mm hat ein gemäßigtes Klima zur Folge.

## Bevölkerungsentwicklung
| Jahr      | 1970 | 1981 | 1991 | 2001 | 2011 | 2021 |
| Einwohner | 234  | 184  | 157  | 145  | 123  | 132  |

## Sehenswürdigkeiten
- Peterskirche (Iglesia de San Pedro Apóstol)

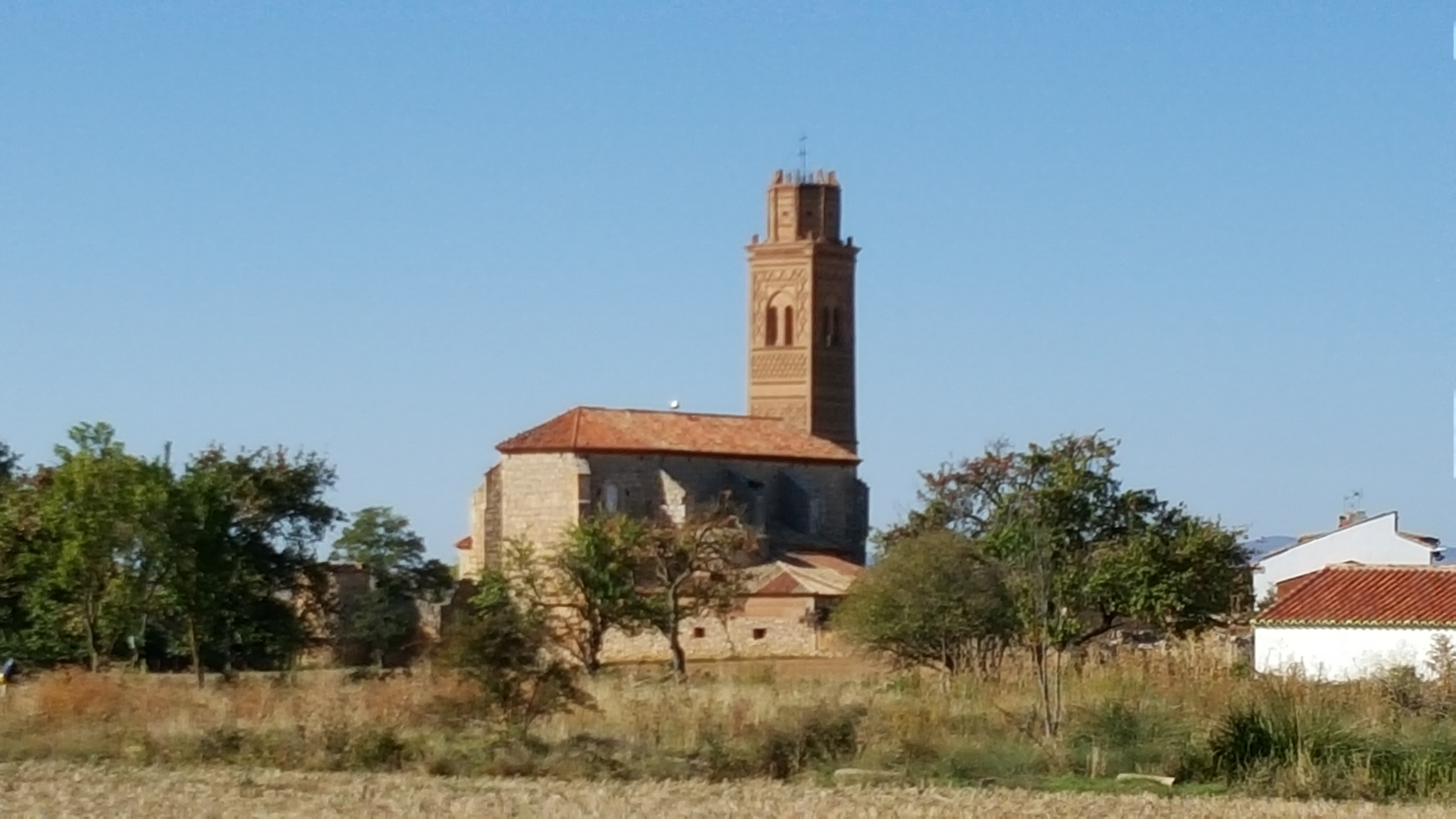
Peterskirche